# Orodje
Oródje je lahko preprosta naprava, ki zagotavlja mehansko korist pri opravljanju fizičnega dela. Veliko orodij uporablja nekatere oblike preprostih strojev ali so sestavljena iz njih. Kladivo je na primer preprosto vzvod, kjer je njegovo oporišče (tečajna točka) kar roka uporabnika. Dlje je opora, več sile se prenese vzdolž vzvoda. Meč je kombinacija vzvoda in klina.
Večina orodij se lahko uporabi kot orožje, npr. kladivo ali nož. Podobno se lahko orožja, kot so eksplozivi, uporabijo kot orodja.
Orodja so lahko tudi zahtevne naprave pri hladnem preoblikovanju pločevine ali pri brizganju plastike in kovin.